# WHL 2004/05
Die WHL-Saison 2004/05 war die 39. Spielzeit der Western Hockey League.  Die Play-offs starteten am 23. März 2005 und endeten mit dem zweiten President’s-Cup-Gewinn der Kelowna Rockets am 13. Mai 2005, die sich im WHL-Finale gegen die Brandon Wheat Kings durchsetzten.

## Reguläre Saison

### Abschlussplatzierungen
Abkürzungen: GP = Spiele, W = Siege, L = Niederlagen, T = Unentschieden, OTL = Niederlage nach Overtime, GF = Erzielte Tore, GA = Gegentore, Pts = Punkte

Erläuterungen:       = Play-off-Qualifikation,       = Divisions-Sieger,       = Conference-Sieger,       = Scotty-Munro-Memorial-Trophy-Gewinner

#### Eastern Conference
| East Division         | GP | W  | L  | T  | OTL | GF  | GA  | Pts |
| --------------------- | -- | -- | -- | -- | --- | --- | --- | --- |
| Brandon Wheat Kings   | 72 | 45 | 21 | 5  | 1   | 255 | 199 | 96  |
| Saskatoon Blades      | 72 | 37 | 23 | 6  | 6   | 234 | 215 | 86  |
| Prince Albert Raiders | 72 | 31 | 32 | 5  | 4   | 185 | 191 | 71  |
| Moose Jaw Warriors    | 72 | 14 | 47 | 10 | 1   | 182 | 282 | 39  |
| Regina Pats           | 72 | 12 | 50 | 4  | 6   | 154 | 285 | 34  |

| Central Division      | GP | W  | L  | T  | OTL | GF  | GA  | Pts |
| --------------------- | -- | -- | -- | -- | --- | --- | --- | --- |
| Medicine Hat Tigers   | 72 | 45 | 21 | 4  | 2   | 234 | 143 | 96  |
| Lethbridge Hurricanes | 72 | 39 | 20 | 12 | 1   | 222 | 162 | 91  |
| Calgary Hitmen        | 72 | 34 | 23 | 9  | 6   | 200 | 183 | 83  |
| Red Deer Rebels       | 72 | 36 | 26 | 6  | 4   | 206 | 200 | 82  |
| Swift Current Broncos | 72 | 22 | 41 | 6  | 3   | 135 | 218 | 53  |

#### Western Conference
| B.C. Division         | GP | W  | L  | T  | OTL | GF  | GA  | Pts |
| --------------------- | -- | -- | -- | -- | --- | --- | --- | --- |
| Kootenay Ice          | 72 | 47 | 15 | 7  | 3   | 218 | 137 | 104 |
| Kelowna Rockets       | 72 | 45 | 13 | 12 | 2   | 215 | 139 | 104 |
| Vancouver Giants      | 72 | 34 | 30 | 4  | 4   | 212 | 205 | 76  |
| Kamloops Blazers      | 72 | 26 | 37 | 7  | 2   | 161 | 211 | 61  |
| Prince George Cougars | 72 | 26 | 41 | 3  | 2   | 158 | 233 | 57  |

| U.S. Division         | GP | W  | L  | T | OTL | GF  | GA  | Pts |
| --------------------- | -- | -- | -- | - | --- | --- | --- | --- |
| Seattle Thunderbirds  | 72 | 43 | 24 | 2 | 3   | 204 | 144 | 91  |
| Portland Winter Hawks | 72 | 35 | 27 | 5 | 5   | 204 | 198 | 80  |
| Everett Silvertips    | 72 | 33 | 28 | 9 | 2   | 167 | 149 | 77  |
| Tri-City Americans    | 72 | 26 | 34 | 8 | 4   | 172 | 196 | 64  |
| Spokane Chiefs        | 72 | 24 | 38 | 8 | 2   | 192 | 230 | 58  |

### Beste Scorer
Abkürzungen: GP = Spiele, G = Tore, A = Assists, Pts = Punkte, PIM = Strafminuten; Fett: Saisonbestwert
| Spieler            | Team                  | GP | G  | A  | Pts | PIM |
| ------------------ | --------------------- | -- | -- | -- | --- | --- |
| Eric Fehr          | Brandon Wheat Kings   | 71 | 59 | 52 | 111 | 91  |
| Ryan Stone         | Brandon Wheat Kings   | 70 | 33 | 66 | 99  | 127 |
| Gilbert Brulé      | Vancouver Giants      | 70 | 39 | 48 | 87  | 169 |
| Tim Konsorada      | Brandon Wheat Kings   | 71 | 29 | 58 | 87  | 43  |
| Colton Yellow Horn | Lethbridge Hurricanes | 70 | 35 | 51 | 86  | 40  |
| Jonathan Filewich  | Lethbridge Hurricanes | 68 | 42 | 38 | 80  | 26  |
| Adam Courchaine    | Vancouver Giants      | 71 | 28 | 50 | 78  | 32  |
| Stefan Meyer       | Medicine Hat Tigers   | 69 | 34 | 43 | 77  | 104 |
| Nigel Dawes        | Kootenay Ice          | 63 | 50 | 26 | 76  | 30  |
| Kenndal McArdle    | Moose Jaw Warriors    | 70 | 37 | 37 | 74  | 122 |
| Clarke MacArthur   | Medicine Hat Tigers   | 58 | 30 | 44 | 74  | 100 |

### Beste Torhüter
Abkürzungen: GP = Spiele, TOI = Eiszeit (in Minuten), W = Siege, L = Niederlagen, OTL = Overtime-Niederlagen, T = Unentschieden, GA = Gegentore, SO = Shutouts, Sv% = gehaltene Schüsse (in %), GAA = Gegentorschnitt
| Spieler      | Team                | GP | TOI  | W  | L  | OTL | T | GA  | SO | Sv%  | GAA  |
| ------------ | ------------------- | -- | ---- | -- | -- | --- | - | --- | -- | ---- | ---- |
| Matt Keetley | Medicine Hat Tigers | 32 | 1845 | 21 | 5  | 0   | 3 | 51  | 6  | 93,3 | 1,66 |
| Jeff Glass   | Kootenay Ice        | 51 | 3060 | 34 | 8  | 3   | 5 | 91  | 8  | 93,1 | 1,78 |
| Michael Wall | Everett Silvertips  | 56 | 3190 | 24 | 21 | 1   | 8 | 102 | 10 | 93,1 | 1,92 |

## Play-offs

### Play-off-Baum
|  | Conference-Viertelfinale | Conference-Viertelfinale | Conference-Viertelfinale |                       |                     | Conference-Halbfinale | Conference-Halbfinale | Conference-Halbfinale |  |  | Conference-Finale | Conference-Finale | Conference-Finale |  |  | WHL-Meisterschaft | WHL-Meisterschaft | WHL-Meisterschaft |
|  |                          |                          |                          |                       |                     |                       |                       |                       |  |  |                   |                   |                   |  |  |                   |                   |                   |
|  | E1                       | Brandon Wheat Kings      | 4                        |                       |                     |                       |                       |                       |  |  |                   |                   |                   |  |  |                   |                   |                   |
|  | E4                       | Moose Jaw Warriors       | 1                        |                       |                     |                       |                       |                       |  |  |                   |                   |                   |  |  |                   |                   |                   |
|  | E4                       | Moose Jaw Warriors       | 1                        | E1                    | Brandon Wheat Kings | 4                     |                       |                       |  |  |                   |                   |                   |  |  |                   |                   |                   |
|  |                          |                          |                          | E1                    | Brandon Wheat Kings | 4                     |                       |                       |  |  |                   |                   |                   |  |  |                   |                   |                   |
|  |                          |                          | C3                       | Calgary Hitmen        | 3                   |                       |                       |                       |  |  |                   |                   |                   |  |  |                   |                   |                   |
|  | C2                       | Lethbridge Hurricanes    | C3                       | Calgary Hitmen        | 3                   | 1                     |                       |                       |  |  |                   |                   |                   |  |  |                   |                   |                   |
|  | C2                       | Lethbridge Hurricanes    |                          |                       |                     | 1                     |                       |                       |  |  |                   |                   |                   |  |  |                   |                   |                   |
|  | C3                       | Calgary Hitmen           | 4                        |                       |                     |                       |                       |                       |  |  |                   |                   |                   |  |  |                   |                   |                   |
|  | C3                       | Calgary Hitmen           | 4                        | E1                    | Brandon Wheat Kings | 4                     |                       |                       |  |  |                   |                   |                   |  |  |                   |                   |                   |
|  |                          |                          |                          | E1                    | Brandon Wheat Kings | 4                     | Eastern Conference    |                       |  |  |                   |                   |                   |  |  |                   |                   |                   |
|  |                          | E3                       | Prince Albert Raiders    | 3                     |                     |                       |                       |                       |  |  |                   |                   |                   |  |  |                   |                   |                   |
|  | C1                       | E3                       | Prince Albert Raiders    | 3                     | Medicine Hat Tigers | 4                     |                       |                       |  |  |                   |                   |                   |  |  |                   |                   |                   |
|  | C1                       |                          |                          |                       | Medicine Hat Tigers | 4                     |                       |                       |  |  |                   |                   |                   |  |  |                   |                   |                   |
|  | C4                       | Red Deer Rebels          | 3                        |                       |                     |                       |                       |                       |  |  |                   |                   |                   |  |  |                   |                   |                   |
|  | C4                       | Red Deer Rebels          | 3                        | C1                    | Medicine Hat Tigers | 2                     |                       |                       |  |  |                   |                   |                   |  |  |                   |                   |                   |
|  |                          |                          |                          | C1                    | Medicine Hat Tigers | 2                     |                       |                       |  |  |                   |                   |                   |  |  |                   |                   |                   |
|  |                          |                          | E3                       | Prince Albert Raiders | 4                   |                       |                       |                       |  |  |                   |                   |                   |  |  |                   |                   |                   |
|  | E2                       | Saskatoon Blades         | E3                       | Prince Albert Raiders | 4                   | 0                     |                       |                       |  |  |                   |                   |                   |  |  |                   |                   |                   |
|  | E2                       | Saskatoon Blades         |                          |                       |                     |                       |                       |                       |  |  |                   |                   |                   |  |  |                   |                   |                   |
|  | E3                       | Prince Albert Raiders    | 4                        |                       |                     |                       |                       |                       |  |  |                   |                   |                   |  |  |                   |                   |                   |
|  | E3                       | Prince Albert Raiders    | 4                        | E1                    | Brandon Wheat Kings | 1                     |                       |                       |  |  |                   |                   |                   |  |  |                   |                   |                   |
|  |                          |                          |                          |                       |                     |                       |                       |                       |  |  |                   |                   |                   |  |  |                   |                   |                   |
|  |                          | B2                       | Kelowna Rockets          | 4                     |                     |                       |                       |                       |  |  |                   |                   |                   |  |  |                   |                   |                   |
|  | B1                       | B2                       | Kelowna Rockets          | 4                     | Kootenay Ice        | 4                     |                       |                       |  |  |                   |                   |                   |  |  |                   |                   |                   |
|  | B1                       |                          |                          |                       | Kootenay Ice        | 4                     |                       |                       |  |  |                   |                   |                   |  |  |                   |                   |                   |
|  | B4                       | Kamloops Blazers         | 2                        |                       |                     |                       |                       |                       |  |  |                   |                   |                   |  |  |                   |                   |                   |
|  | B4                       | Kamloops Blazers         | 2                        | B1                    | Kootenay Ice        | 4                     |                       |                       |  |  |                   |                   |                   |  |  |                   |                   |                   |
|  |                          |                          |                          | B1                    | Kootenay Ice        | 4                     |                       |                       |  |  |                   |                   |                   |  |  |                   |                   |                   |
|  |                          |                          | U3                       | Everett Silvertips    | 0                   |                       |                       |                       |  |  |                   |                   |                   |  |  |                   |                   |                   |
|  | U2                       | Portland Winter Hawks    | U3                       | Everett Silvertips    | 0                   | 3                     |                       |                       |  |  |                   |                   |                   |  |  |                   |                   |                   |
|  | U2                       | Portland Winter Hawks    |                          |                       |                     | 3                     |                       |                       |  |  |                   |                   |                   |  |  |                   |                   |                   |
|  | U3                       | Everett Silvertips       | 4                        |                       |                     |                       |                       |                       |  |  |                   |                   |                   |  |  |                   |                   |                   |
|  | U3                       | Everett Silvertips       | 4                        | B1                    | Kootenay Ice        | 2                     |                       |                       |  |  |                   |                   |                   |  |  |                   |                   |                   |
|  |                          |                          |                          | B1                    | Kootenay Ice        | 2                     | Western Conference    |                       |  |  |                   |                   |                   |  |  |                   |                   |                   |
|  |                          | B2                       | Kelowna Rockets          | 4                     |                     |                       |                       |                       |  |  |                   |                   |                   |  |  |                   |                   |                   |
|  | B2                       | B2                       | Kelowna Rockets          | 4                     | Kelowna Rockets     | 4                     |                       |                       |  |  |                   |                   |                   |  |  |                   |                   |                   |
|  | B2                       |                          |                          |                       |                     |                       |                       |                       |  |  |                   |                   |                   |  |  |                   |                   |                   |
|  | B3                       | Vancouver Giants         | 2                        |                       |                     |                       |                       |                       |  |  |                   |                   |                   |  |  |                   |                   |                   |
|  | B3                       | Vancouver Giants         | 2                        | B2                    | Kelowna Rockets     | 4                     |                       |                       |  |  |                   |                   |                   |  |  |                   |                   |                   |
|  |                          |                          |                          | B2                    | Kelowna Rockets     | 4                     |                       |                       |  |  |                   |                   |                   |  |  |                   |                   |                   |
|  |                          |                          | U1                       | Seattle Thunderbirds  | 3                   |                       |                       |                       |  |  |                   |                   |                   |  |  |                   |                   |                   |
|  | U1                       | Seattle Thunderbirds     | U1                       | Seattle Thunderbirds  | 3                   | 4                     |                       |                       |  |  |                   |                   |                   |  |  |                   |                   |                   |
|  | U1                       | Seattle Thunderbirds     |                          |                       |                     |                       |                       |                       |  |  |                   |                   |                   |  |  |                   |                   |                   |
|  | U4                       | Tri-City Americans       | 1                        |                       |                     |                       |                       |                       |  |  |                   |                   |                   |  |  |                   |                   |                   |

### President’s-Cup-Sieger
| President’s-Cup-Sieger Kelowna Rockets | Torhüter: Brian Kaval, Kristofer Westblom, Derek Yeomans Verteidiger: Mike Card, Liam Couture, Kyle Cumiskey, Darren Deschamps, Colin Joe, Brett Palin, Kevin Reinholt, Shea Weber Angreifer: Clayton Bauer, Michal Blanár, Troy Bodie, Blake Comeau, Craig Cuthbert, Lauris Dārziņš, Kirt Hill, Brent Howarth, Justin Keller, Tyler Mosienko, Troy Ofukany, Chris Ray, Tyler Spurgeon, Gary Sylvester Cheftrainer: Jeff Truitt General Manager: |

### Beste Scorer
Abkürzungen: GP = Spiele, G = Tore, A = Assists, Pts = Punkte, PIM = Strafminuten; Fett: Saisonbestwert
| Spieler        | Team                | GP | G  | A  | Pts | PIM |
| -------------- | ------------------- | -- | -- | -- | --- | --- |
| Eric Fehr      | Brandon Wheat Kings | 24 | 16 | 16 | 32  | 47  |
| Ryan Stone     | Brandon Wheat Kings | 24 | 4  | 23 | 27  | 48  |
| Lance Monych   | Brandon Wheat Kings | 24 | 19 | 7  | 26  | 44  |
| Justin Keller  | Kelowna Rockets     | 23 | 12 | 10 | 22  | 44  |
| Martin Sagat   | Kootenay Ice        | 16 | 8  | 14 | 22  | 18  |
| Steven Later   | Brandon Wheat Kings | 23 | 6  | 15 | 21  | 84  |
| Tyler Mosienko | Kelowna Rockets     | 24 | 5  | 14 | 19  | 20  |
| Blake Comeau   | Kelowna Rockets     | 24 | 6  | 12 | 18  | 34  |

### Beste Torhüter
Abkürzungen: GP = Spiele, TOI = Eiszeit (in Minuten), W = Siege, L = Niederlagen, OTL = Overtime/Shootout-Niederlagen, GA = Gegentore, SO = Shutouts, Sv% = gehaltene Schüsse (in %), GAA = Gegentorschnitt
| Spieler            | Team               | GP | TOI | W | L | GA | SO | Sv%  | GAA  |
| ------------------ | ------------------ | -- | --- | - | - | -- | -- | ---- | ---- |
| Carey Price        | Tri-City Americans | 5  | 324 | 1 | 3 | 12 | 0  | 93,7 | 2,22 |
| Michael Wall       | Everett Silvertips | 11 | 696 | 4 | 4 | 25 | 1  | 93,6 | 2,15 |
| Kristofer Westblom | Kelowna Rockets    | 4  | 251 | 3 | 1 | 8  | 0  | 93,2 | 1,91 |

## Auszeichnungen

### All-Star-Teams

#### Eastern Conference
| First All-Star-Team  | First All-Star-Team                             |
| -------------------- | ----------------------------------------------- |
| Angriff:             | Eric Fehr – Ryan Stone – Clarke MacArthur       |
| Verteidigung:        | Mike Green – Dion Phaneuf                       |
| Tor:                 | Aaron Sorochan                                  |
| Second All-Star-Team |                                                 |
| Angriff:             | Ryan Getzlaf – Ryan Keller – Colton Yellow Horn |
| Verteidigung:        | Kris Russell – Brent Seabrook                   |
| Tor:                 | Kevin Nastiuk                                   |

#### Western Conference
| First All-Star-Team  | First All-Star-Team                        |
| -------------------- | ------------------------------------------ |
| Angriff:             | Gilbert Brulé – Nigel Dawes – Aaron Gagnon |
| Verteidigung:        | Shea Weber – Braydon Coburn                |
| Tor:                 | Jeff Glass                                 |
| Second All-Star-Team |                                            |
| Angriff:             | Dan DaSilva – Chad Klassen – Dale Mahovsky |
| Verteidigung:        | Clayton Stoner – Andrej Meszároš           |
| Tor:                 | Bryan Bridges                              |

### Vergebene Trophäen
| Auszeichnung                      | Auszeichnung                 | Team                |
| --------------------------------- | ---------------------------- | ------------------- |
| Scotty Munro Memorial Trophy      | Scotty Munro Memorial Trophy | Kootenay Ice        |
| Auszeichnung                      | Spieler                      | Team                |
| Four Broncos Memorial Trophy      | Eric Fehr                    | Brandon Wheat Kings |
| Bob Clarke Trophy                 | Eric Fehr                    | Brandon Wheat Kings |
| Bill Hunter Memorial Trophy       | Dion Phaneuf                 | Red Deer Rebels     |
| Jim Piggott Memorial Trophy       | Tyler Plante                 | Brandon Wheat Kings |
| Del Wilson Trophy                 | Jeff Glass                   | Kootenay Ice        |
| WHL Plus-Minus Award              | James Cherewyk               | Kootenay Ice        |
| Brad Hornung Trophy               | Kris Russell                 | Medicine Hat Tigers |
| Daryl K. (Doc) Seaman Trophy      | Gilbert Brulé                | Vancouver Giants    |
| Dunc McCallum Memorial Trophy     | Cory Clouston                | Kootenay Ice        |
| Lloyd Saunders Memorial Trophy    | Jeff Chynoweth               | Kootenay Ice        |
| Allan Paradice Memorial Trophy    | Rob Matsuoka                 |                     |
| St. Clair Group Trophy            | Roger Lemire                 | Vancouver Giants    |
| Doug Wickenheiser Memorial Trophy | Colin Fraser                 | Red Deer Rebels     |
| WHL Playoff MVP                   | Shea Weber                   | Kelowna Rockets     |